# San Juan de los Morros
San Juan de los Morros ist die Hauptstadt des Bundesstaates Guárico in Venezuela.

## Geschichte
San Juan de los Morros wurde am 26. Mai 1780 gegründet und gehörte ursprünglich zum Bundesstaat Aragua. Um 1930 wurden die Grenzen verschoben und die Stadt gehörte fortan zum Bundesstaat Guàrico, dessen Hauptstadt sie später wurde, wobei sie Calabozo ablöste.

## Geographie
San Juan de los Morros ist von Bergen umgeben, wohingegen der Rest des Bundesstaates sehr flach ist. Das Klima wird stark von den Gebirgen beeinflusst. Die Temperatur schwankt über das Jahr zwischen 24 und 32 Grad Celsius.
Eine Nationalstraße verbindet San Juan de los Morros mit Parapara.

## Sehenswürdigkeiten
Eine Hauptsehenswürdigkeit ist die 40 m hohe Statue von San Juan Bautista, die 1934 eingeweiht wurde. Sehenswert sind aber auch die Universität Universidad Nacional Experimental „Rómulo Gallegos“ und die zwei Naturdenkmale Monumento Natural Arístides Rojas und Monumento Natural Juan Germán Roscio.

## Wirtschaft
San Juan de los Morros ist berühmt für seine heilfertigen Schwefelquellen. Die Stadt gilt als Kurort und viele Touristen finden in die Stadt. Neben dem Tourismus findet sich vor allem Nahrungsmittel- und Holzverarbeitende Industrie.